# جاك مينر
جاك مينر (بالإنجليزية: Jack Miner)‏ هو عالم طيور أمريكي، ولد في 10 أبريل 1865 في ويست ليك في الولايات المتحدة، وتوفي في 3 نوفمبر 1944 في كينغسفيل في كندا.

## وصلات خارجية
- جاك مينر على موقع الموسوعة البريطانية (الإنجليزية)